# Улица Прокоповича (Чернигов)
Улица Прокоповича (укр. Вулиця Прокоповича) — улица в Новозаводском районе города Чернигова. Пролегает от улицы Мартына Небабы до улицы Круговая, исторически сложившаяся местность (район) Красный Хутор.
Нет примыкающих улиц.

## История
Дачная улица проложена в 1930-е годы. Была застроена индивидуальными домами.
В 1981 году улица получила современное название — в честь пчеловода, уроженца Черниговщины Петра Ивановича Прокоповича.

## Застройка
Пролегает от проезда со стороны улицы Мартына Небабы, где имеет два отрезка в северном (140 м) и восточном (190 м) направлении перпендикулярных друг другу, что пролегают до Круговой улицы. При этом нумерация домов улицы парной стороны (№№ 2-12) начинается на отрезке в северном направлении, непарной стороны (№№ 1-9) — на отрезке в восточном направлении. От восточного отрезка ответвляется третий отрезок улицы (95 м) в северном направлении до тупика. Далее нумерация (только непарные №№ 11-33) продолжается по отрезку, ведущему в тупик, по восточной и западной сторонам, и затем переходит на восточную сторону отрезка в северном направлении.    
Парная и непарная стороны улицы заняты усадебной застройкой. 
Учреждения: нет